# Trachinotus blochii
Cá chim vây vàng hay còn gọi là cá chim trắng vây vàng (Danh pháp khoa học: Trachinotus blochii) là một loài cá chim biển trong họ cá khế Carangidae, thuộc bộ cá vược. Đây là loài cá nuôi quan trọng ở vùng biển miền Nam Trung Quốc và Đài Loan, Philippines, Malaysia. Ở Việt Nam, cá chim vây vàng là đối tượng nuôi chủ lực tại các vùng nước ven bờ và trong các ao nước lợ, mặn, là đối tượng nuôi mới, đang được phát triển ở các tỉnh Nam Trung bộ, cho hiệu quả kinh tế cao.

## Đặc điểm
Cá có thân hình dẹp, màu ánh bạc, vây vàng. Là đối tượng có tốc độ tăng trưởng nhanh, sau 8-10 tháng nuôi cá đạt kích thước thương phẩm 600 - 800 g/con. Chúng là loài cá nổi, ưa hoạt động, sống chủ yếu ở tầng giữa và tầng mặt. Cá có tập tính ăn tạp, dễ nuôi, có thể phát triển với quy mô công nghiệp với các hình thức nuôi lồng, trong ao đất, trong các thủy vực nước lợ và nước mặn. Cá chim vây vàng dễ nuôi hơn một số loài cá khác do tỷ lệ ương giống cá này đạt 100%, sức đề kháng cao. Cá chim vây vàng là đối tượng có giá trị kinh tế cao, giá 6-7 USD/kg, khả năng tiêu thụ rất tốt cả ở thị trường nội địa và xuất khẩu. Ưu điểm là có thể nuôi trong các ao nuôi tôm bỏ hoang do dịch bệnh, đặc biệt có khả năng nuôi ghép trong các ao nuôi tôm có tác dụng ngăn ngừa dịch bệnh cho tôm nuôi.
Cá chim vây vàng sống ở biển có tốc độ tăng trưởng nhanh; khả năng chống chịu với môi trường tốt, có thể nuôi với nhiều hình thức như: lồng bè, ao đầm. Cá chim vây vàng có chất lượng thịt thơm ngon, giá thành tương đối cao, có thể xuất khẩu. trong 100g thịt cá chim vây vàng, thành phần dinh dưỡng có Protein 43%, Lipid 10%, đặc biệt, trong thịt cá rất giàu hàm lượng Omega3, giúp phát triển trí não con người. Trong khi nhiều loại cá khác phải đạt trọng lượng 1 kg mới cho thịt ngon và bán được giá, thì cá chim vây vàng chỉ cần nặng trên 3 lạng là có thể bán tỉa, chất lượng thịt vẫn đảm bảo. Cá chim vây vàng tạp ăn, ít bệnh nhưng dễ sốc nước ngọt.

## Chăn nuôi

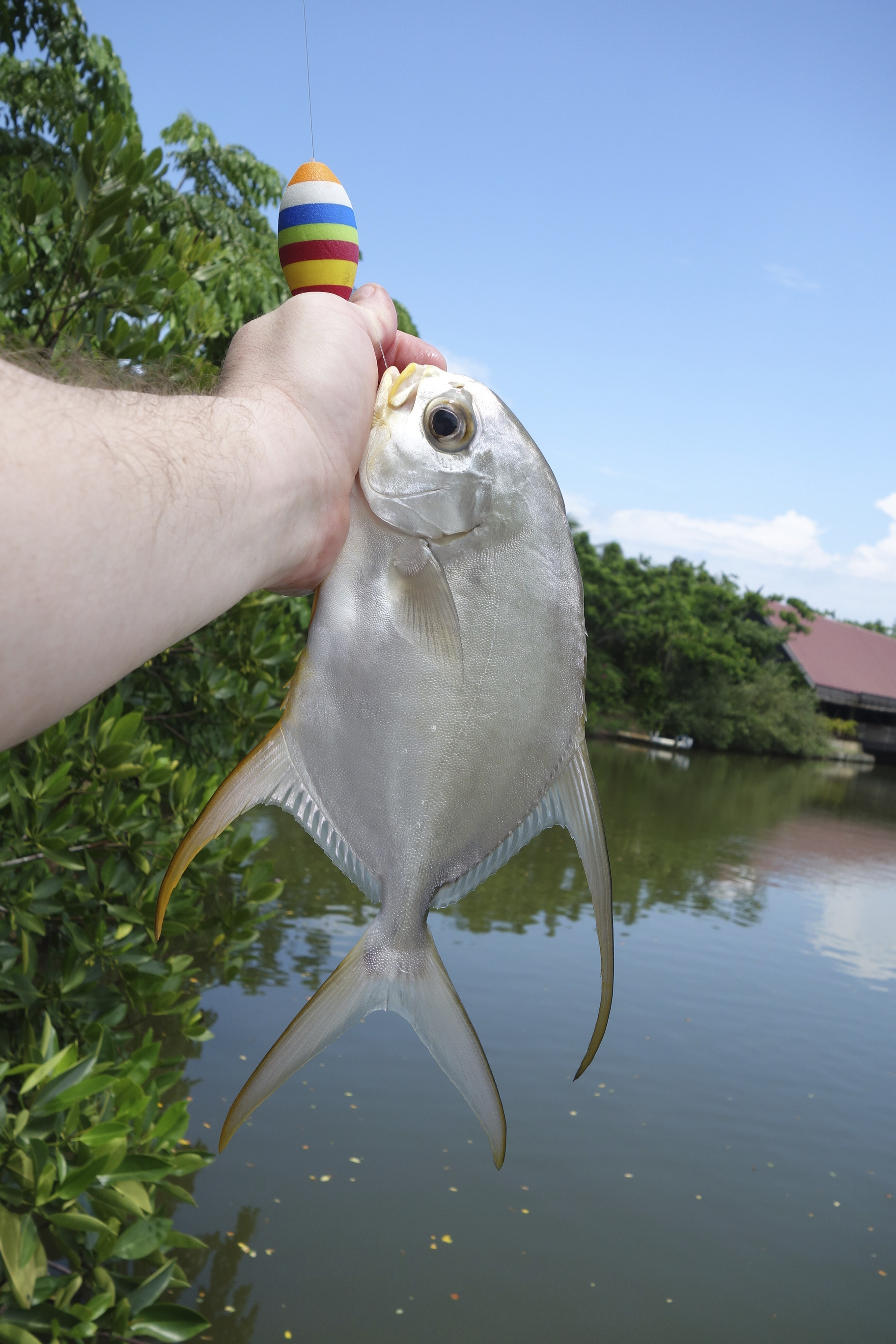
Cá chim vây vàng

Viện Nghiên cứu Nuôi trồng Thủy sản I đã nghiên cứu để sản xuất giống loài cá này nhằm chủ động và hạ giá thành sản xuất. Hiện nay, nguồn giống Việt Nam đáp ứng khoảng 55% nhu cầu nuôi thương phẩm, còn lại phải nhập từ Đài Loan, Trung Quốc, chất lượng giống tốt, khỏe mạnh, thích nghi tốt với môi trường nuôi, tỷ lệ sống cao hơn. Hiện loài cá chim vây vàng được nhiều người dân nuôi cá lồng biển đưa vào sản xuất thương phẩm cùng hai đối tượng chính là cá song và cá giò. Ngoài ra, cá cũng được đưa vào nuôi thương phẩm nhiều trong ao đất. Thức ăn dùng để nuôi cá chim vây vàng là thức ăn công nghiệp dạng viên nổi, có hàm lượng protein 40-45%, hàm lượng lipid 12-15 %.
Chọn ao nuôi ở nơi có giao thông và địa hình thuận tiện, có chất đất là đất sét hoặc sét pha cát và có nguồn nước cấp chủ động quanh năm. Điều kiện tốt nhất để nuôi cá chim vây vàng là nhiệt độ trong khoảng 26 - 320C, độ mặn từ 10 - 20%, oxy hòa tan 5–7 mg/lít, NH3 < 0,9 mg/lít. Ao nuôi có diện tích từ 2.000 - 5.000 m2 là thích hợp, ao có hình vuông, hình tròn, hình chữ nhật. Độ sâu của ao từ 1,2-1,5 m. Ao có hệ thống cấp và thoát nước riêng biệt. Đáy ao bằng phẳng, hơi nghiêng về phía cống thoát. Trước khi thả nuôi khoảng 2 tuần, cần tháo cạn nước, cày xới lớp đất mặt đáy ao, bón vôi với lượng 1.000-1.500 kg/ha, tùy theo độ chua, sau đó phơi ao từ 1-2 tuần. Cấp nước vào ao nuôi qua lưới lọc có kích thước mắt lưới 2,5 mm.
Chọn giống khỏe mạnh, không dị hình, không có dấu hiệu mắc bệnh; bơi lội linh hoạt, ngược chiều dòng chảy; có kích thước đồng đều, cỡ giống khoảng 8–10 cm, mật độ thả 1-2 con/m2 tùy vào điều kiện đầu tư, chăm sóc. Thời gian thả giống vào khoảng tháng 3, tháng 4 trong năm. Sử dụng thức ăn viên dạng nổi, loại chuyên dùng cho nuôi cá nước lợ, mặn có hàm lượng đạm 40-45%, hàm lượng lipid 12-15%, không sử dụng thức ăn kém chất lượng, thức ăn bị ẩm mốc. Khi cá mới thả cho ăn với khẩu phần 3-5% trọng lượng thân, khi trọng lượng cá trên 90 g cho ăn với khẩu phần 2-3% trọng lượng thân, cá trên 250 g cho ăn với khẩu phần 1,5-2%.